# Paulina Guba
Paulina Guba (ur. 14 maja 1991 w Otwocku) – polska lekkoatletka specjalizująca się w pchnięciu kulą. Srebrna medalistka Letniej Uniwersjady 2015. Wielokrotna mistrzyni Polski. Mistrzyni Europy z Mistrzostw w Niemczech (2018) oraz Wojskowa Mistrzyni Świata z Igrzysk w Chinach (2019). Olimpijka z Rio i z Tokio (dwa razy odpadła w eliminacjach).

## Kariera sportowa
Urodziła się w Otwocku, a wychowała w Sobieniach-Jeziorach. Uprawianie sportu rozpoczęła w lekkoatletycznej sekcji Startu Otwock, do której należała do 2018 roku, gdy została zawodniczką AZS UMCS Lublin. Podczas mistrzostw Europy juniorów w Nowym Sadzie (2009) uplasowała się tuż za podium – na czwartym miejscu. Rok później zajęła ósmą lokatę na mistrzostwach świata juniorów. Tuż za podium – na czwartym miejscu – ukończyła rywalizację na mistrzostwach Europy do lat 23 w Ostrawie (2011). W 2012 odpadła w eliminacjach halowych mistrzostw świata oraz była finalistką mistrzostw Europy. Reprezentantka Polski w meczach międzypaństwowych oraz zimowym pucharze Europy w rzutach.
Medalistka mistrzostw Polski seniorów – zdobyła sześć złotych (Bydgoszcz 2011, Bielsko Biała 2012, Szczecin 2014, Kraków 2015, Białystok 2017 i Lublin 2018) oraz jeden srebrny (Bielsko-Biała 2010) medal. Ośmiokrotnie stanęła na podium halowych mistrzostw kraju zdobywając sześć złotych (Spała 2011, Spała 2012, Toruń 2015, Toruń 2016, Toruń 2017 i Toruń 2018), srebrny (Sopot 2014) i brązowy (Spała 2010) medal. Uczestniczka mistrzostw Europy w Amsterdamie (2016), w których dotarła do finału, zajmując w nim 11. pozycję. W ciągu swojej kariery stawała na podium ogólnopolskiej olimpiady młodzieży oraz mistrzostw kraju w kategorii juniorów młodszych i juniorów (m.in. wygrała juniorski czempionat w 2010).
Rekordy życiowe: stadion – 19,38 (8 lipca 2018, Cetniewo) 3. wynik w historii polskiej lekkoatletyki; hala – 18,77 (17 lutego 2018, Toruń).
W październiku 2018 rozpoczęła służbę wojskową (przeszkoleniem w 36. dr OP). Obecnie jest żołnierzem Marynarki Wojennej RP.

## Osiągnięcia
| Rok  | Impreza                                 | Miejsce        | Pozycja           | Wynik |
| ---- | --------------------------------------- | -------------- | ----------------- | ----- |
| 2009 | Mistrzostwa Europy juniorów             | Nowy Sad       | 4. miejsce        | 15,63 |
| 2010 | Mistrzostwa świata juniorów             | Moncton        | 8. miejsce        | 15,20 |
| 2011 | Superliga drużynowych mistrzostw Europy | Sztokholm      | 6. miejsce        | 16,08 |
| 2011 | Młodzieżowe mistrzostwa Europy          | Ostrawa        | 4. miejsce        | 17,17 |
| 2012 | Halowe mistrzostwa świata               | Stambuł        | el. – 13. miejsce | 17,15 |
| 2012 | Zimowy puchar Europy w rzutach          | Bar            | 4. miejsce U23    | 16,51 |
| 2012 | Mistrzostwa Europy                      | Helsinki       | 10. miejsce       | 17,09 |
| 2013 | Młodzieżowe mistrzostwa Europy          | Tampere        | 5. miejsce        | 16,57 |
| 2015 | Halowe Mistrzostwa Europy               | Praga          | 5. miejsce        | 17,47 |
| 2015 | Superliga drużynowych mistrzostw Europy | Czeboksary     | 5. miejsce        | 16,87 |
| 2015 | Uniwersjada                             | Gwangju        | 2. miejsce        | 17,94 |
| 2015 | Mistrzostwa świata                      | Pekin          | 11. miejsce       | 17,52 |
| 2016 | Mistrzostwa Europy                      | Amsterdam      | 11. miejsce       | 16,95 |
| 2016 | Igrzyska olimpijskie                    | Rio de Janeiro | el. – 13. miejsce | 17,70 |
| 2017 | Halowe mistrzostwa Europy               | Belgrad        | 6. miejsce        | 18,00 |
| 2017 | Superliga drużynowych mistrzostw Europy | Lille          | 3. miejsce        | 17,67 |
| 2017 | Mistrzostwa świata                      | Londyn         | el. – 16. miejsce | 17,52 |
| 2017 | Uniwersjada                             | Tajpej         | 3. miejsce        | 17,76 |
| 2018 | Halowe mistrzostwa świata               | Birmingham     | 5. miejsce        | 18,54 |
| 2018 | Athletics World Cup                     | Londyn         | 2. miejsce        | 19,29 |
| 2018 | Mistrzostwa Europy                      | Berlin         | 1. miejsce        | 19,33 |
| 2018 | Puchar interkontynentalny               | Ostrawa        | 5. miejsce        | 18,94 |
| 2019 | Superliga drużynowych mistrzostw Europy | Bydgoszcz      | 4. miejsce        | 17,77 |
| 2019 | Mecz Europa – USA                       | Mińsk          | 6. miejsce        | 18,50 |
| 2019 | Mistrzostwa świata                      | Doha           | 10. miejsce       | 18,02 |
| 2019 | Światowe wojskowe igrzyska sportowe     | Wuhan          | 1. miejsce        | 18,22 |
| 2021 | Igrzyska olimpijskie                    | Tokio          | el. – 27. miejsce | 16,98 |
| 2022 | Mistrzostwa Europy                      | Monachium      | el. – 20. miejsce | 16,66 |